# Charles Colville (generale)
Charles Colville (Scozia, 7 agosto 1770 – Hampstead, 27 marzo 1843) è stato un generale britannico.

## Biografia

### I primi anni e la famiglia
Charles Colville era figlio terzogenito di John Colville, VIII lord Colville di Culross e di sua moglie, Amelia Webber. Nel 1818 Colville sposò Jane Mure, figlia primogenita di William Mure di Caldwell. La coppia ebbe due figli, Charles John (23 novembre 1818–1 luglio 1903), William James (9 marzo 1827–16 ottobre 1903) (dal 1850 tenente della Rifle Brigade—the 95th), e due figlie, Catherine Dorothea (m. 26 febbraio 1904) e Georgina Clementina (m. 18 marzo 1871). Alla morte del fratello maggiore, l'ammiraglio John Colville, IX lord Colville di Culross, nel 1849 (che era senza eredi), il titolo passò al suo primogenito, Charles John.

### La carriera militare
Colville entrò nell'esercito britannico come alfiere del 28th regiment il 26 dicembre 1781, ma vi aderì effettivamente solo nel 1787, anno nel quale venne promosso al grado di tenente. Nel maggio del 1791 venne promosso capitano del 13th Somersetshire Light Infantry, col quale rimase per i diciannove anni successivi, sino a quando non divenne maggiore generale. Nel dicembre del 1791 venne inviato nelle Indie Oriental e vi rimase sino al 1797 quando tornò in Inghilterra, servendo in particolare a Santo Domingo, e venendo promosso maggiore il 1º settembre 1795 e tenente colonnello il 26 agosto 1796.
Colville comandò il 13th nella soppressione della rivolta irlandese del 1798, nella spedizione di Ferrol e nella campagna d'Egitto. In quest'ultima campagna, il suo reggimento fece parte della brigata del maggiore generale John Cradock, e si distinse nelle battaglie del Nilo, di Mandora e di Canopo, come pure nel successivo Assedio di Alessandria d'Egitto (1801). Lasciando l'Egitto, Colville, che si era guadagnato una buona reputazione, si spostò con il suo reggimento a Gibilterra ove rimase sino al 1805, anno in cui venne promosso colonnello. Dopo un breve periodo in Inghilterra andò col suo reggimento a Bermuda nel 1808; nel 1809 venne promosso brigadiere generale ed ottenne il comando della 2ª brigata della divisione del generale George Prévost nella presa della Martinica.
Il 25 luglio 1810 Colville venne promosso maggiore generale e fu impegnato nella guerra peninsulare. Nell'ottobre del 1810 ottenne il comando della 1ª brigata della 3ª divisione del generale Thomas Picton. Divenne ben presto uno dei generali più fidati di Picton, e uno dei preferiti collaboratori di Wellington. Comandò la sua brigata nell'inseguimento del generale Andrea Massena dopo la battaglia di Fuentes de Oñoro, condividendo la sovrintendenza delle trincee col maggiore generale John Hamilton nel secondo assedio di Badajoz. Ebbe inoltre il comando della fanteria nella battaglia di El Bodón il 25 settembre 1811, e della 4ª divisione al posto del maggiore generale Cole nell'assedio di Ciudad Rodrigo del 1812. Fu nuovamente supervisore delle trincee nel terzo e ultimo assedio di Badajoz coi generali Bowes e Kempt e comandò poi la 4ª divisione nella presa del bastione di Trinidad, dove rimase ferito al fianco sinistro e perse un dito della mano destra.
Costretto a tornare in Inghilterra per avere migliori cure, Colville non prese parte alla battaglia di Salamanca, ma tornò in Spagna nell'ottobre del 1812 per comandare la 3ª divisione all'arrivo del generale Picton. Comandò la sua brigata solo nella battaglia di Vitoria, dove venne ferito lievemente, ma ottenne da lord Wellington in persona il comando temporaneo della 6ª divisione dall'agosto al novembre del 1813, quando tornò alla 3ª divisione con la quale prese parte alle battaglia di Nivelle e Nive. Wellington lo nominò ufficialmente al comando della 5ª divisione al posto del generale James Leith e con essa prese servizio sotto il generale John Hope all'assedio di Bayonne.
Le attività svolte da Colville furono largamente ricompensate: ricevette la Golden Cross con una barretta, la croce di cavaliere commendatore dell'Ordine del Bagno a gennaio e la gran croce nel marzo del 1815, venendo poi nominato colonnello del 94th regiment nell'aprile del 1815. Al ritorno di Napoleone dall'Isola d'Elba si rese necessario il suo rientro in attività operativa e su richiesta espressa di Wellington venne nominato tenente generale nei Paesi Bassi, ottenendo il comando della locale 4ª divisione. La divisione di Colville venne posta al fianco destro della divisione britannica di stanza ad Halle durante la battaglia di Waterloo. Wellington lo incaricò della presa di Cambrai, l'unica fortezza francese a non arrendersi immediatamente all'epoca, e Colville riuscì a compiere la sua missione con solo 30 uomini tra morti e feriti.

### Gli ultimi anni
Dopo le guerre napoleoniche, Colville venne posto a riposo. Venne promosso tenente generale nel 1819 e comandante in capo del Bombay Army dal 1819 al 1825. Dal 17 giugno 1828 al 3 febbraio 1833, Colville divenne il terzo governatore delle Mauritius con una popolazione di 100.000 abitanti, dei quali due terzi schiavi in rivolta contro la Corona britannica. Nel 1829 descrisse la "mentalità schiavista" presente sull'isola, commentando come gli abitanti fossero ostili a ogni tentativo di riforma delle condizioni di lavoro degli schiavi. Divenne colonnello del 14th (Buckinghamshire) Regiment prima di essere nominato colonnello del 5th (Northumberland Fusiliers) Regiment of Foot nel marzo del 1835.
Colville venne promosso generale il 10 gennaio 1837, e morì il 27 marzo 1843 a Rosslyn House, Hampstead.